# Eleonora Brown
Eleonora Brown, född 22 augusti 1948 i Neapel, är en italiensk skådespelare, känd bland annat för sin medverkan i filmer av Vittorio De Sica, Raffaello Matarazzo och Nunzio Malasomma. 
Browns far var från New York och anställd i chefsställning inom Röda korset; hennes mor var från Neapel. Hon debuterade och fick sitt genombrott redan som 12-åring i De Sicas klassiska krigsdrama De två kvinnorna (1960), baserad på en roman av Alberto Moravia. Hon fick den ena av huvudrollerna som Rosetta, dotter till den unga änkan Cesira (Sophia Loren). De Sica hade egentligen sökt en något äldre flicka för rollen men fastnade för Brown vars moster tagit henne till auditionen mest för att få chansen att se Sophia Loren i verkligheten. Filmen blev en succé och De Sica förnyade omedelbart Browns kontrakt för ytterligare en film, Il giudizio universale (”Den yttersta domen”). Efter den fokuserade Brown under ett par år mer på skolgången och hennes nästa roll kom när hon var 16 år i Raffaello Matarazzos sista film Amore mio (1964). Den blev ingen större framgång och efter den sjönk kvaliteten på de erbjudna rollerna snabbt. Efter några roller i banala B-filmer bestämde sig Brown som 20-åring för att avsluta sin korta filmkarriär. Hon tog så småningom (1982) en examen vid John Cabot University som är ett amerikanskt universitet i Rom. Hon återvände därefter till filmen som röstskådespelare och har dubbat ett antal roller på såväl italienska som engelska. Hon medverkade 2014 tillsammans med sju andra före detta italienska "barnskådespelare" i dokumentärfilmen Protagonisti per sempre där man fick veta hur deras liv hade blivit efter den korta tiden i rampljuset och hur den hade påverkat deras tillvaro.
Efter fem decenniers frånvaro från vita duken återkom Brown till spelfilmen med en roll i Cristian De Mattheis film Un amore così grande (2018).